# Gaikotsu Shotenin Honda-san
Gaikotsu shotenin Honda-san (ガイコツ書店員本田さん Honda, el librero esqueleto?) es una serie de manga escrita e ilustrada por la autora "Honda". Fue serializada en el sitio web Pixiv desde el 27 de agosto de 2015 hasta el 22 de marzo de 2019, siendo recopilada en cuatro volúmenes tankōbon por Media Factory. En octubre de 2018 se estrenó su adaptación al anime -12 episodios producida por el estudio DLE y dirigida por Owl Todoroki.

## Argumento
Gaikotsu Shotenin Honda-san se basa en las experiencias de la vida real de la autora Honda durante sus días como empleada en una librería. La historia sigue la vida del personal de una librería mientras se explica cómo funciona dicho sistema.

## Personajes
Honda (本田?)
Doblaje: Sōma Saitō
El personaje principal y narradora de la historia. Honda tiene la apariencia de un esqueleto humano con un uniforme de librería; ha estado trabajando en la librería durante diez años y está a cargo de los cómics y libros extranjeros (con cajas que suelen ser muy pesadas). Como entiende el inglés -aunque no lo habla bien- es la encargada oficiosa de tratar con clientes no japoneses.
Bolsa de papel (カミブクロ Kamibukuro?)
Doblajer: Yūko Sanpei
Uno de los compañeros de trabajo,  trabaja en la librería mucho antes que Honda. Una bolsa de papel le cubre la cabeza, y está a cargo del manga yonkoma. Tiene un buen trato con Honda.
Vendas (ホウタイ Hōtai?)
Doblaje: Eri Kitamura
A cargo de la sección de manga shōjo. Se caracteriza por tener vendas cubriendo su rostro.
Lantern (ランタン Rantan?)
Doblaje: Kimiko Saitō
Una empleada con cabeza de lámpara de calabaza, a cargo de los libros de Shu-E-Sha. Al igual que Bolsa de papel, lleva trabajando en la tienda desde antes que Honda.
Zorro (オキツネ O-kitsune?)
Doblaje: Shizuka Itō
Una empleada a cargo de los libros de Kō-D-Sha. Su nombre deriva de la máscara de zorro que lleva.
Kōmote (コオモテ?)
Doblaje: Aya Endō
A cargo de la sección de novela. Lleva una máscara de nō en la cabeza
Cabeza de conejo (ラビットヘッド Rabitto Heddo?)
Doblaje: Kazutomi Yamamoto
Una empleada a cargo de guías de juego. Lleva una máscara de conejo.
Fullface (フルフェイス Furu Feisu?)
Doblaje: Hiroki Yasumoto
A cargo de los libros de Sho-G-Kan. Un casco de motocicleta le cubre el rostro.
Máscara antigas (ガスマスク Gasu Masuku?)
Doblaje: Wataru Hatano
Se ocupa de las publicaciones shōnen de  Kadokawa. Tiene una máscara antigás.
Yōsetsu Mask (溶接マスク?)
Doblaje: Toshiki Masuda
Otro empleado de la librería, lleva una máscara de soldador.
Kendō (ケンドウ?)
Doblaje: Kōtarō Nishiyama
Empleado con una máscara de kendō.
Yelmo (アーマー Aamaa?)
Voz por: Akemi Okamura
Gerente de la tienda, a cargo de la sección de yaoi. Tiene un yelmo occidental.
Pest Mask (ペストマスク?)
Doblaje:: Yōko Hikasa
Jefa de sección, una mujer amable que lleva una máscara de médico de la peste negra. Es capaz aterrar a sus compañeros cuando lidia con los distribuidores de libros.
Azarashi (アザラシ?)
Doblaje:: Ayumu Murase
Editor de Honda, la autora del manga. Pidió que en el cómic le llamase solamente "Azarashi".
Hechicero (魔術師 Majutsushi?)
Doblaje: Ryūsei Nakao

## Media

### Anime
La adaptación a serie de anime comenzó el 8 de octubre de 2018 a través de Tokyo MX y emitiéndose a través de plataformas como Crunchyroll. Producido por el estudio de animación DLE y dirigido por Owl Todoroki. El tema de apertura "ISBN~Inner Sound & Book's Narrative~" fue escrito e interpretado por TECHNOBOYS PLUCRAFT VERDE-FONDO. La serie tuvo 12 episodios.